# Yves Malartic
Pour les articles homonymes, voir Malartic.
Yves Malartic, né en 1910 et mort en 1986, est un écrivain et un traducteur français, auteur de roman policier, lauréat du prix des Deux Magots.

## Biographie
Directeur de la collection de romans policiers Série rouge, il publie en 1946 son premier roman, New-York, ville farouche. En 1948, il est lauréat du prix des Deux Magots pour Au pays du bon Dieu.
Il est également connu pour ses traductions depuis l'anglais ou l'espagnol des romans de Chester Himes et William P. McGivern publiées dans la collection Série noire et d'autres écrivains comme Kenneth Bancroft Clark, Lee Wison, Peter Batty, Lyndon B. Johnson, Robert Murphy, Gordon Rattray Taylor, Ramón Díaz Sánchez...

## Œuvre

### Romans signés Yves Malartic
- New-York, ville farouche, Éditions Portulan, coll. « La Mauvaise Chance » no 12 (1946)
- Au pays du bon Dieu, Éditions de la Table ronde (1947)
- La Garce du Pertuis, Éditions Fasquelle (1948)
- L'Homme aux poules, Éditions de la Table ronde (1949)

### Roman signé Gilles Milartoc
- Lucy, la douce veuve, Éditions du Scorpion, coll. « Série blanche » (1950)

## Prix et distinctions
- Prix des Deux Magots 1948 pour Au pays du bon Dieu

## Sources
: document utilisé comme source pour la rédaction de cet article.
- Claude Mesplède (dir.), Dictionnaire des littératures policières, vol. 2 : J - Z, Nantes, Joseph K, coll. « Temps noir », 2007, 1086 p. (ISBN 978-2-910-68645-1, OCLC 315873361).